# Laldenga
Laldenga (* 11. Juni 1927 in Pukpui, Assam, Britisch-Indien; † 7. Juli 1990 in London) war ein indischer Guerillakämpfer der Mizo National Front und von 1986 bis 1989 Chief Minister von Mizoram.

## Lebensweg
Laldenga stammt aus dem Dorf Pukpui im damaligen Assam (heute Distrikt Lunglei in Mizoram). Er war Angestellter einer Bank. Seit 1955 leitete er die Mizo Cultural Society. Er vertrat die Ansicht, dass die Mizo nicht wirklich Inder seien, auch die Kolonialherren hätten sich ja wenig um sie gekümmert. Als die im 52- bis 54-jährlichen Rhythmus wiederkehrende Bambusblüte (mautam) 1959 in der von den Mizo bewohnten Gegend wegen starker Ausbreitung von Nagern wiederum zu einer zweijährigen Hungersnot geführt hatte, gründete er unter seinem Vorsitz die Mizoram Famine Front (MFF), die von der Staatsregierung von Assam Unterstützung forderte.
Diese Organisation, die wegen ihrer Unterstützungsaktivitäten in der Bevölkerung bald großes Ansehen genoss, wurde zu einer politischen Partei, der Mizo National Front umgewandelt. Nachdem sich die regierungsseitige Hilfe bald als mangelhaft erwies, wurde die Unabhängigkeit für den kleinen Stamm gefordert, dies aber von den Indern nicht ernst genommen, bis der Aufstand ausbrach.

## Bewaffneter Kampf
Fortan führte Laldenga den bewaffneten Kampf aus dem Dschungel seiner gebirgigen Heimatregion. Er wurde 1965 verhaftet, als er Waffen aus Ostpakistan schmuggelte, bald jedoch freigelassen. Wie alle MNF-Kader ging er 1969 nach Ostpakistan ins Exil, wo er in Dhaka lebte. Vor der indischen Invasion 1971 konnte er in letzter Minute auf einem Schnellboot Richtung Chittagong flüchten und entkam über Karatschi nach Islamabad, wo er sich bis 1976 aufhielt.
Nachdem erste Friedensfühler Erfolg zeigten, kehrte er im Januar 1976 nach Delhi zurück. Als die MNF von der Regierung Indira Gandhis am 22. Januar 1982 verboten wurde, kam er nicht in Haft. Erst 1986 kam es jedoch zu einem Friedensschluss.

## Politiker
Laldenga wurde am 21. August 1986 – noch vor der eigentlichen Gründung von Mizoram als Bundesstaat Anfang 1987 – Chief Minister. Seine Partei gewann auch die ersten Wahlen, so dass er das Amt behielt. Bald wurden Korruptionsvorwürfe laut und es verließen viele Parteimitglieder die Fraktion, so dass er am 7. September 1988 sein Amt wieder verlor.
Er starb 63-jährig an Lungenkrebs und wurde am 13. Juli 1990 beerdigt.